# Vraný
Vraný är en köping i Tjeckien.   Den ligger i regionen Mellersta Böhmen, i den nordvästra delen av landet, 40 km nordväst om huvudstaden Prag. Vraný ligger 280 meter över havet och antalet invånare är 747.
Terrängen runt Vraný är platt åt sydost, men åt nordväst är den kuperad. Runt Vraný är det tätbefolkat, med 343 invånare per kvadratkilometer. Närmaste större samhälle är Louny, 16,0 km väster om Vraný. Trakten runt Vraný består till största delen av jordbruksmark.